# Milang
Milang – miasto w Australii, w stanie Australia Południowa.